# Trintange
Trintange är en ort i Luxemburg.   Den ligger i distriktet Grevenmacher, i den södra delen av landet, 12 kilometer öster om huvudstaden Luxemburg. Trintange ligger 191 meter över havet och antalet invånare är 289.
Terrängen runt Trintange är huvudsakligen platt, men den allra närmaste omgivningen är kuperad. Trintange ligger nere i en dal.  Runt Trintange är det ganska tätbefolkat, med 230 invånare per kvadratkilometer.. Närmaste större samhälle är Luxemburg, 11,7 kilometer väster om Trintange. 
Omgivningarna runt Trintange är en mosaik av jordbruksmark och naturlig växtlighet.